# Zwei-Staaten-Theorie
Zwei-Staaten-Theorie ist ein außenpolitischer Begriff über völkerrechtliche und insbesondere die diplomatischen Beziehungen zweier Staaten.

## Deutschland
Während die Bundesrepublik Deutschland seit ihrer Gründung davon ausging, die alleinige Vertreterin der deutschen Interessen zu sein (Alleinvertretungsanspruch), entwickelte die Deutsche Demokratische Republik (DDR), maßgeblich beeinflusst durch Nikita Chruschtschow, eine Zwei-Staaten-Theorie.
Nach der Zwei-Staaten-Theorie, die seit etwa 1955 von der Sowjetunion vertreten wurde, entstanden nach dem Zweiten Weltkrieg auf dem Gebiet des Deutschen Reiches zwei souveräne deutsche Staaten. Als Bestätigung für diese Theorie verwies Chruschtschow darauf, dass die Außenminister beider Länder an der Genfer Gipfelkonferenz 1955 teilgenommen hatten. In der Tat bedeutete die Teilnahme an dieser internationalen Konferenz für die DDR eine bedeutende Aufwertung.
Wenig später nach der Konferenz, am 26. Juli 1955, verkündete Chruschtschow seine Theorie schließlich öffentlich in Ost-Berlin. Eine Voraussetzung für eine deutsche Wiedervereinigung wäre zunächst eine Annäherung der beiden deutschen Staaten und darüber hinaus einzig die Angelegenheit der deutschen Bevölkerung. Des Weiteren müssten die „sozialistischen Errungenschaften“ der DDR gewahrt werden. Eine baldige Wiedervereinigung durch freie Wahlen war somit nach Auffassung der Westmächte nicht mehr möglich.
Bereits am 25. März 1954 wurde der DDR (zumindest formal) durch eine Erklärung der Sowjetregierung die Souveränität gewährt. Auch wenn die Bundesrepublik Deutschland aus grundsätzlichen ideologischen Gründen und aufgrund ihrer Westbindung, vor allem an die USA als Führungs- und Schutzmacht, formal am Alleinvertretungsanspruch festhielt, wurde die DDR spätestens seit den 1960er Jahren faktisch als zweiter deutscher Staat akzeptiert. Diese faktische Anerkennung wurde später noch konsolidiert, als die DDR während des Kampfes um Einflusssphären im Kalten Krieg von immer mehr Staaten formell diplomatisch anerkannt wurde.
Die Zwei-Staaten-Theorie stellte eine Wende in der sowjetischen Besatzungspolitik dar: Bisher hatte die Sowjetunion versucht, insbesondere durch ein ziemlich unklares Wiedervereinigungsangebot der Stalin-Noten, eine Westintegration zu verhindern. Mit Inkrafttreten der Pariser Verträge war die Bundesrepublik in den Westen eingebunden. Aufgrund dessen änderte die Sowjetunion ihre Deutschlandpolitik und ging von der Teilung Deutschlands aus. Diese Überzeugung prägte die Verhandlungsweise der UdSSR auf der Genfer Gipfelkonferenz im Juli 1955.

### Folgen
Anfang der 1970er Jahre begann unter Bundeskanzler Willy Brandt eine Politik der Annäherung und Normalisierung in den Beziehungen zwischen beiden deutschen Staaten, die auch von allen folgenden Bundesregierungen in verschiedener Intensität fortgesetzt wurde (→ Neue Ostpolitik). Ein Ausdruck dafür war am 18. September 1973 die Aufnahme beider deutscher Staaten in die UNO. Damit wurde die DDR als Völkerrechtssubjekt auch international bestätigt, da jede andere Politik an der Realität vorbeigegangen wäre – sie blieb jedoch aus Sicht der Bundesrepublik weiterhin lediglich ein Teil Deutschlands und wurde nicht völkerrechtlich, sondern nur staatsrechtlich anerkannt. Die DDR hatte Sitz und Stimme in den wichtigsten internationalen und UN-Organisationen, war sogar nichtständiges Mitglied im UN-Sicherheitsrat. Jegliches eigenständiges politisches Handeln der Bundesrepublik im Sinne des Alleinvertretungsanspruchs, das über die rein formelle Nichtanerkennung und die in diesem Rahmen üblichen bürokratischen „Schikanen“ hinausgegangen wäre, hätte internationale Konflikte zwischen den Supermächten UdSSR und USA einschließlich der ihnen angeschlossenen Verbündeten auslösen können und wurde deshalb auch von den westlichen Verbündeten möglichst unterbunden.
Erst mit der demonstrativen Distanzierung der UdSSR unter Michail Gorbatschow von der stalinistisch geprägten SED-Führung unter Erich Honecker gegen Ende der 1980er Jahre und der damit einhergehenden Reduzierung der ökonomischen, militärischen und politischen Unterstützung geriet die DDR-Führung unter stärkeren Druck. Die fehlenden Rohstofflieferungen und hohe Auslandsschulden führten zur Verschärfung der Versorgungsengpässe und zunehmender Unruhe in der Bevölkerung. Als 1989 Zehntausende über die westdeutschen Botschaften in den „Bruderstaaten“ der DDR und schließlich über die ungarisch-österreichische Grenze (Ungarn hatte die Grenzen für ausreisewillige DDR-Bürger geöffnet) in den Westen flüchteten, wuchs der Reformdruck der Bürgerrechtsbewegung Ende 1989 von innen. Bundeskanzler Helmut Kohl, der kurz zuvor noch Honecker mit allen diplomatischen Ehren empfangen (Besuch Erich Honeckers in der Bundesrepublik Deutschland 1987) und diesem somit seinen größten Triumph, die offizielle Anerkennung als Regierungs- bzw. Staatschef eines souveränen Staates, beschert hatte, bekräftigte seinen Standpunkt, wonach er nie von der Einstaatlichkeit Deutschlands abgerückt sei. Nach der Deutschen Einheit wurde Kohl 1990 erster gesamtdeutscher Kanzler nach dem Zweiten Weltkrieg.
Die Zwei-Staaten-Theorie war damit Geschichte. Sie war weniger Ausdruck des Willens eines souveränen Volkes oder Bevölkerungsteils als vielmehr das Resultat des von Deutschland verlorenen Krieges und des daraus entstandenen Einflusses der zwei Supermächte.

## China
Auch hinsichtlich der Beziehungen zwischen der Volksrepublik China und der Republik China (Taiwan)  gibt es die Zwei-Staaten-Theorie (auch Zwei-China-Theorie). So wurde sie 1999 erstmals von dem scheidenden Präsidenten Lee Teng-hui in einem Interview mit der Deutschen Welle geprägt und im Jahre 2000, als die Kuomintang-Regierung in Taiwan abgewählt wurde, erstmals auch von offizieller Seite von zwei Staaten ausgegangen.
Im Gegensatz zur weiterhin durch die Kommunistische Partei Chinas vertretenen Ein-China-Politik entwickelte sich in der Republik China auf Taiwan die Zwei-Staaten-Theorie, die vorsieht, dass die Volksrepublik (Festlandchina) und die Republik China (Nationalchina) normale bilaterale Beziehungen unter souveränen Staaten aufnehmen. Als Vorbild für diese Theorie diente unter anderem die Beziehung zwischen der Bundesrepublik Deutschland und der DDR, zweier souveräner Staaten, die zusammen das eine Deutschland bildeten. Die VR China reagierte auf diese Idee mit der Bekanntmachung, dass sie die Technik zum Bau von Neutronenbomben besitze (1999), sowie im Jahr 2005 mit der Verabschiedung des Anti-Abspaltungsgesetzes, das einen Militärschlag gegen Taiwan legitimiert, sollte es sich vom Ein-China-Prinzip abwenden.
Der rechtliche Status Taiwans bleibt hingegen umstritten.

## Indien und Pakistan
Der indische Subkontinent (darunter die Gebiete, die heute Indien, Pakistan und Bangladesch sind) war jahrhundertelang unter britischer Herrschaft, von 1858 bis 1947 amtlich als Britisch-Indien.
1885 wurde der Indische Nationalkongress gegründet, der für die Unabhängigkeit Indiens eintrat. Wegen des wachsenden Einflusses der Hindus im INC kam es 1906 zur Gründung der rivalisierenden Muslimliga. Der Indische Nationalkongress und die Muslimliga verfassten 1916 gemeinsam eine Erklärung mit Forderungen nach indischer Unabhängigkeit (Lucknow-Pakt). Diese wurde von der britischen Regierung im August 1917 mit einer politischen Absichtserklärung beantwortet, Indien einen allmählichen Übergang zur Selbstregierung zuzugestehen.
Unter der Führung Mahatma Gandhis kam es in der Zwischenkriegszeit zum gewaltlosen Widerstand gegen die britische Herrschaft. Gandhi bemühte sich dabei um die politische Einheit zwischen Hindus und Muslimen.
In Verhandlungen erstritten Jawaharlal Nehru und Gandhi schließlich nach 1945 die Unabhängigkeit des Landes. Im August 1947 wurde Britisch-Indien unabhängig.
Als „Zwei-Nationen-Theorie“ wurde die (vor allem von der Muslimliga vertretene) Theorie bezeichnet, laut der Hindus und Moslems zwei unterschiedliche Nationen bilden.
Dieser Theorie folgend wurde Britisch-Indien nicht als ein Land in die Unabhängigkeit entlassen; vielmehr wurde es aufgeteilt (siehe auch Mountbattenplan) in einen mehrheitlich von Muslimen (Pakistan einschließlich des heutigen unabhängigen Bangladesch) und einen mehrheitlich von Hindus bewohnten Staat (heutiges Indien).